# Saint-Thégonnec
Saint-Thégonnec is een plaats en voormalige gemeente in het Franse departement Finistère, in de regio Bretagne. De plaats maakt deel uit van het arrondissement Morlaix. Saint-Thégonnec is op 1 januari 2016 gefuseerd met de gemeente Loc-Eguiner-Saint-Thégonnec tot de gemeente Saint-Thégonnec Loc-Eguiner. 

## Bezienswaardigheden
Saint-Thégonnec ligt op 13 km van Morlaix. In dit dorp vindt men, door zijn afgerond geheel, de mooiste enclos paroissial van Bretagne. Dit is een kerkelijke muuromsluiting, waarin een kerk of kapel, kerkhof en "Calvairs", stenen kruisen, te zien zijn. Men betreedt deze door een triomfpoort uit 1587, renaissance. Aan de linkerkant vindt men het Ossuarium, een knekelhuis, dat in een kapel is veranderd uit 1676-1677; een van de zuiverste renaissance-bouwwerken van Bretagne. Daar bevindt zich onder het altaar een crypte met een heilig graf en een groep levensgrote zeer sprekende beelden uit 1699-1702. Tegenover het knekelhuis, verheft zich een Calvarieberg uit 1610, waarvan de sokkel, in tegenstelling tot die van Guimiliau, geen door reliëfs versierde fries heeft.
Van de kerk, die verschillende keren gerestaureerd en veranderd werd, verdient de klokkentoren, uit de renaissance (1599-1610), de meeste aandacht. Binnen in de kerk bevinden zich echter uitstekende houtsnijwerken. Tot de meesterwerken van de Bretonse houtsnijkunst behoort de kansel, waarvan de vlakken volledig afgedekt zijn met ornamenten en figuurlijke afbeeldingen, en die bovendien nog met de beelden van de vier hoofddeugden en verschillende engelen is versierd. Het grootse kerkorgel uit omstreeks 1677, is een "Monument historique".

## Verkeer en vervoer
In de gemeente ligt spoorwegstation Saint-Thegonnec Loc-Eguiner.

## Foto's

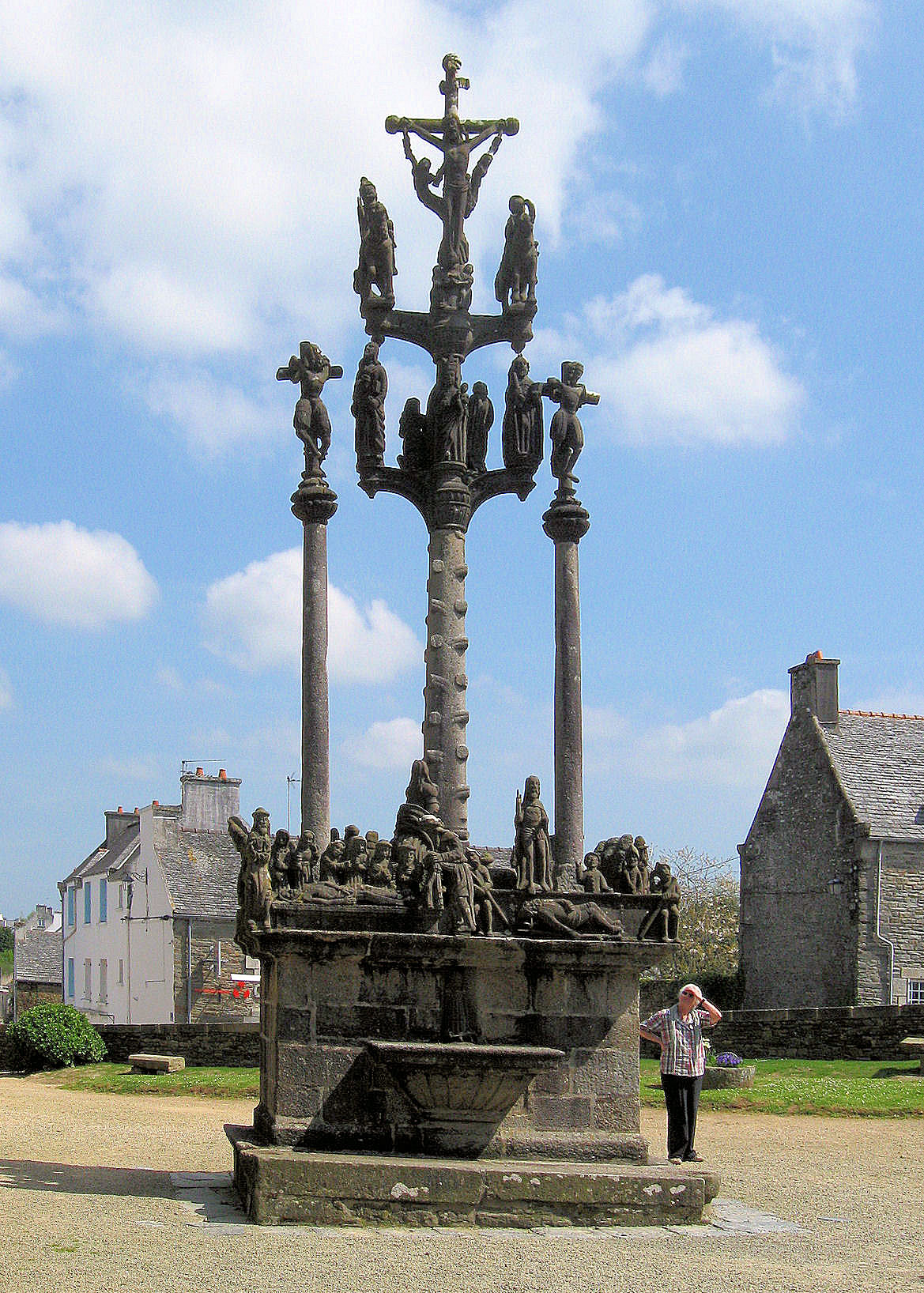
Calvaire van Saint-Thégonnec in de enclos paroissial
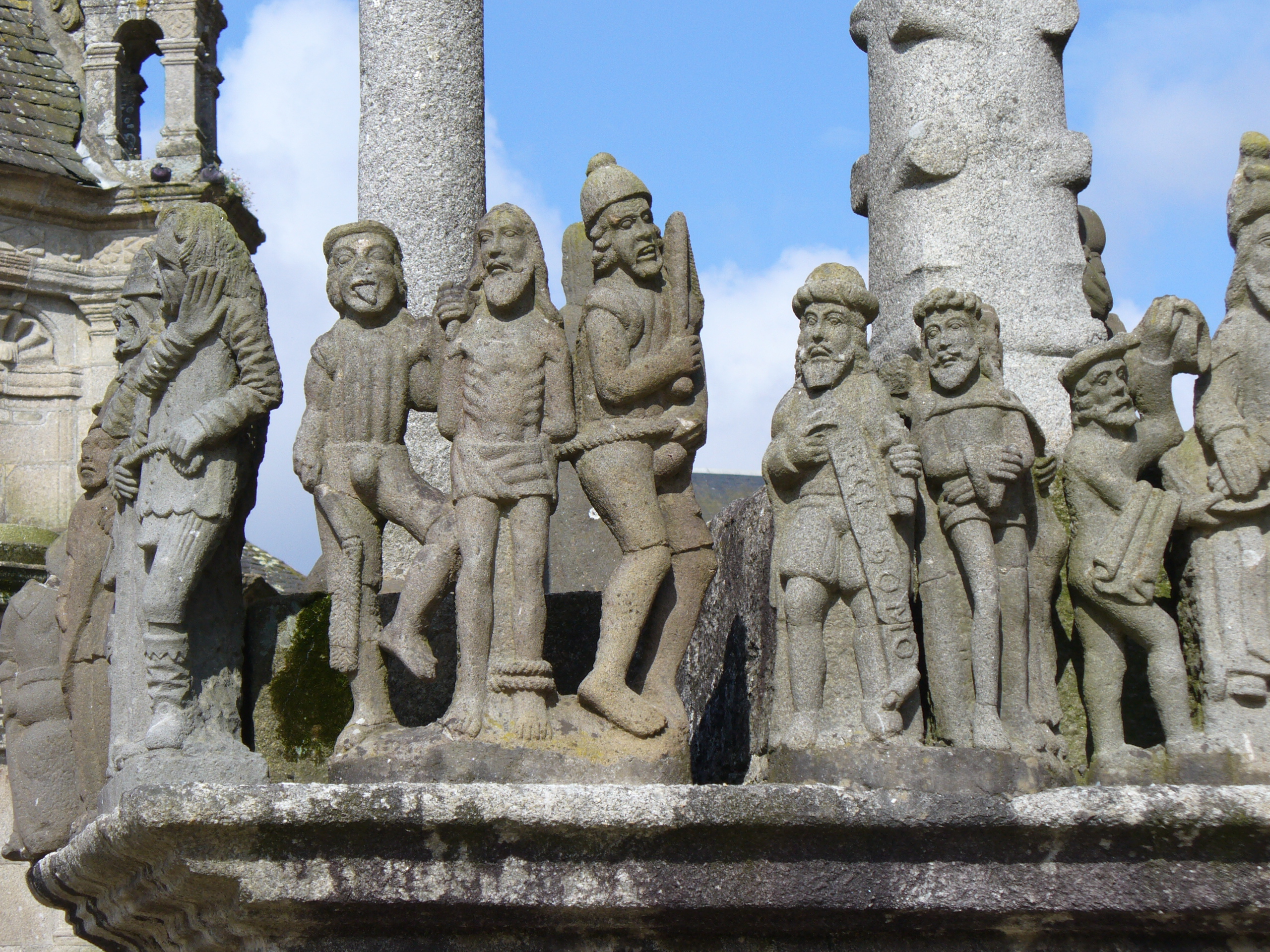
Detail van de calvarie van Saint-Thégonnec
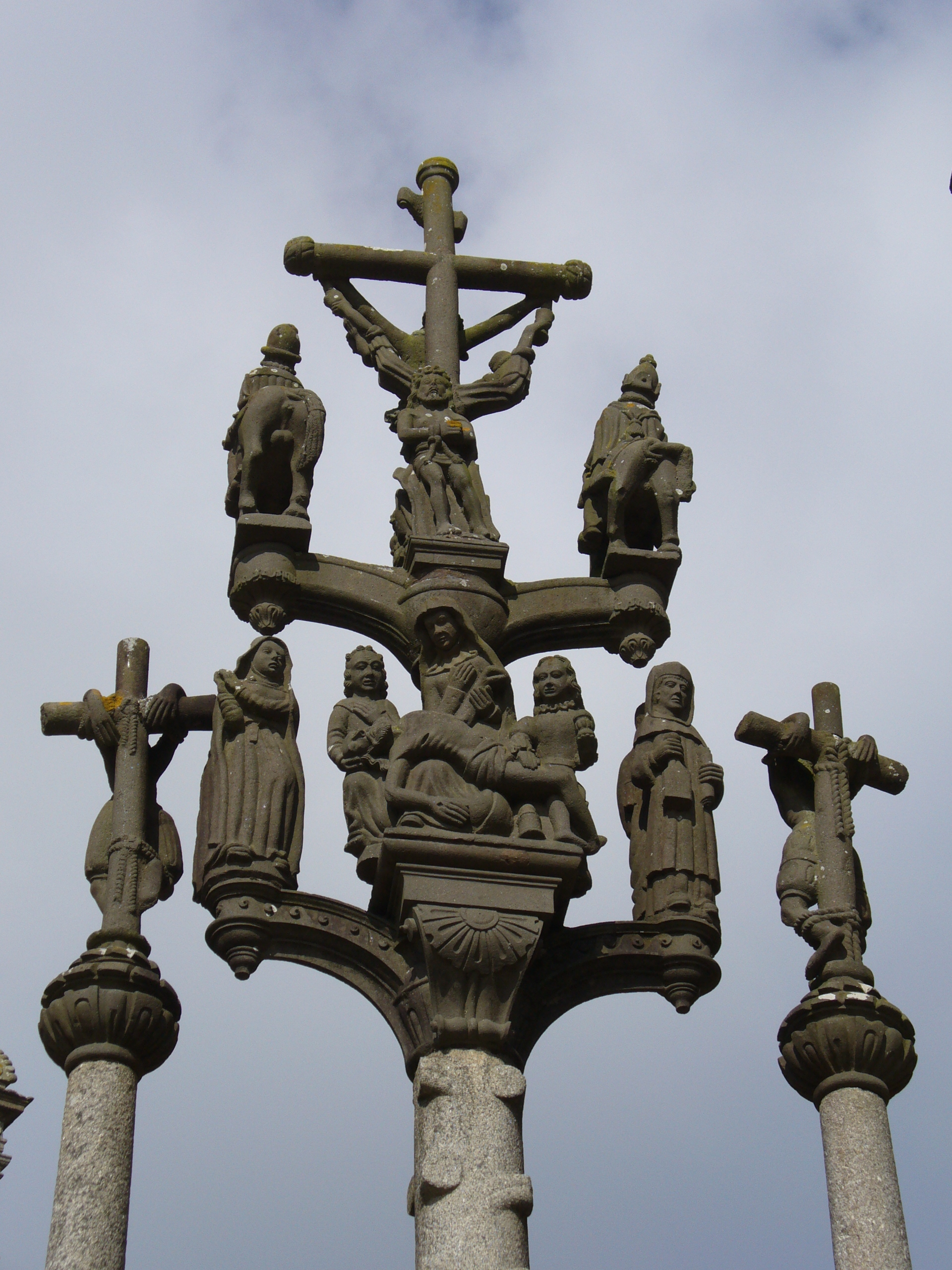
Detail van de calvarie van Saint-Thégonnec

## Geografie
De onderstaande kaart toont de ligging van Saint-Thégonnec met de belangrijkste infrastructuur en aangrenzende gemeenten.

## Demografie
Onderstaande figuur toont het verloop van het inwonertal (bron: INSEE-tellingen).